# Бережливое производство
Бережли́вое произво́дство (от англ. lean production, lean manufacturing) — концепция рационализации бизнес-процессов, направленная на его ускорение и сглаживание путем выявления и исключения (оптимизации) процессов, которые не добавляют ценности продукту и являющихся причиной возникновения так называемых «скрытых потерь» деятельности компании. Бережливое производство предполагает вовлечение в процесс оптимизации каждого сотрудника и максимальную ориентацию на потребителя. Возникла как интерпретация идей производственной системы компании Toyota при исследовании её феномена, когда автопроизводитель, ранее выпускавший низкокачественные автомобили, превзошел американские одновременно по качеству и цене.

## Основные аспекты
Отправная точка концепции — оценка ценности продукта для конечного потребителя, на каждом этапе его создания. В качестве основной задачи предполагается создание процесса непрерывного устранения потерь, то есть устранение любых действий, которые потребляют ресурсы, но не создают ценности (не являются важными) для конечного потребителя. В качестве синонима для понятия потерь иногда используется термин из производственной системы Toyota — muda (яп. 無駄 муда), означающий всевозможные затраты, потери, отходы, мусор. Например, потребителю совершенно не нужно, чтобы готовый продукт или его детали лежали на складе. Тем не менее, при традиционной системе управления складские издержки, а также все расходы, связанные с переделкой, браком, и другие косвенные издержки перекладываются на потребителя.
В соответствии с концепцией бережливого производства, вся деятельность предприятия делится на операции и процессы, добавляющие ценность для потребителя, и операции и процессы, не добавляющие ценности для потребителя. Задачей «бережливого производства» является планомерное сокращение процессов и операций, не добавляющих ценности. Реализация концепции предусматривает применение таких подходов, как «точно вовремя» и вытягивающего производства.

### Виды потерь
Тайити Оно (1912—1990), один из главных создателей производственной системы компании Toyota, выделил 7 видов потерь:
- потери из-за перепроизводства;
- потери времени из-за ожидания;
- потери при ненужной транспортировке;
- потери из-за лишних этапов обработки;
- потери из-за лишних запасов;
- потери из-за ненужных перемещений;
- потери из-за выпуска дефектной продукции.

Тайити Оно считал перепроизводство основным видом потерь, в результате которых возникают остальные. Джеффри Лайкер, исследователь производственной системы Toyota (наряду с Джеймсом Вумеком и Дэниелом Джонсом), в книге «Дао Тойота» добавил ещё один вид потерь:
- нереализованный творческий потенциал сотрудников.

Также принято выделять ещё два источника потерь — muri (яп. 無理 му́ри), — перегрузка рабочих, сотрудников или мощностей при работе с повышенной интенсивностью и mura (яп. 斑 му́ра) — неравномерность выполнения операции, например, прерывистый график работ из-за колебаний спроса.

### Основные принципы
Термин «бережливый» применительно к системе организации производства был придуман в 1988 году Джоном Крафчиком и точно определен в 1996 году Джеймсом Вомаком и Дэниелом Джонсом в книге «Бережливое производство: Как избавиться от потерь и добиться процветания вашей компании». Они излагают суть бережливого производства как процесс, который включает пять этапов:
1. Определить ценность конкpетного продукта.
2. Определить поток создания ценности для этого продукта.
3. Обеспечить непрерывное течение потока создания ценности продукта.
4. Позволить потребителю вытягивать продукт.
5. Стремиться к совершенству.

Среди других принципов выделяются: достижение превосходного качества (сдача с первого предъявления, система «ноль дефектов», обнаружение и решение проблем у истоков их возникновения), гибкость, установление долговременных отношений с потребителями (путём деления рисков, затрат и информации).
Производственная система Toyota основывается на двух базовых принципах: «точно вовремя» и автономизации (дзидока, яп. 自働化). Первый принцип требует, чтобы необходимые для сборки детали поступали на производственную линию строго в тот момент, когда это нужно, и строго в необходимом количестве с целью сокращения складских запасов. Дзидока — это принцип работы производственного оборудования, которое способно самостоятельно обнаружить проблемы, например, самодиагностировать и исправлять собственные неисправности, выявлять дефекты в качестве продукции или задержки в выполнении работы, сразу останавливаться и сигнализировать о необходимости оказания помощи.
Впоследствии в рамках концепции бережливого производства было выделено множество элементов, каждый из которых представляет собой определённый метод, а некоторые (например, кайдзен) сами претендуют на статус самостоятельной производственной концепции:
- поток единичных изделий
- канбан
- всеобщий уход за оборудованием (англ. total productive maintenance, TPM)
- Система 5S
- быстрая переналадка (SMED)
- кайдзен
- пока-ёкэ («защита от ошибок» и бака-ёкэ — «защита от дурака») — метод предотвращения ошибок.

## История
Основателем концепции «бережливого производства» считается Тайити Оно, создававший производственную систему в Toyota в 1950-е годы. Значительный вклад в развитие теории и практики бережливого производства внёс коллега и помощник Тайити Оно — Сигео Синго, создавший в числе прочего метод быстрой переналадки (SMED). И если Тайити Оно знал, что нужно для устранения потерь, Сигео Синго знал, как это осуществить.
В 1930-е годы в Японии был создан специальный институт по изучению опыта советской индустриализации. Этот институт выписывал абсолютно все журналы, которые выходили в СССР на русском языке, посвящённые вопросам научной организации труда, психологии труда и управления. Все эти статьи тщательно изучались и огромное количество идей, подходов и технологий, разработанных в рамках Центрального института труда были заимствованы и творчески переработаны японскими исследователями. Идеи советских специалистов по организации труда А. К. Гастева и О. А. Ерманского легли в основу бережливого производства. По одной из версий, основателя Центрального института труда Гастева А. К. расстреляли именно за сотрудничество с японской агентурой и передачу им информации об исследованиях, официально приписав «антисоветскую деятельность».
Американские специалисты изучили систему и концептуализировали под наименованием lean production (lean manufacturing), термин «lean» был впервые предложен Джоном Крафчиком. Сначала концепцию бережливого производства применяли в отраслях с дискретным производством, прежде всего в автомобилестроении. Затем концепцию адаптировали к условиям процессного производства. Позднее идеи «бережливого производства» стали применяться в торговле, сфере услуг, коммунальном хозяйстве, здравоохранении, системе образования, вооружённых силах, секторе государственного управления и во многих других видах деятельности.
В 2000-е годы популярность обрели идеи совместного применения концепций бережливого производства и «шести сигм» (предусматривающей непрерывное повышение качества каждого из процессов).

## Отраслевые варианты
Бережливая логистика (лин-логистика) — вытягивающая система логистики, объединяющая всю цепь поставщиков, задействованных в потоке создания ценности, в которой происходит частичное пополнение запасов небольшими партиями, основной показатель такой системы — совокупная логистическая стоимость (англ. total logistics cost, TLC).
Бережливое здравоохранение — концепция сокращения затрат времени медицинского персонала, не связанных непосредственно с помощью пациентам. В Санкт-Петербурге преобразование амбулаторных учреждений идёт под названием «Бережливая поликлиника».
Lean-почта — в почтовом ведомстве Дании в рамках осмысления концепции бережливого производства проведена масштабная стандартизация всех предлагаемых услуг для повышения производительности труда, ускорения почтовых пересылок, для идентификации и контроля почтовых услуг введены «карты поточного создания их ценности», разработана и внедрена система мотивации почтовых служащих.
Бережливое строительство — управленческая стратегия в духе концепции «бережливого производства» в строительной отрасли, направленная на повышение эффективности всех этапов строительства.
Бережливая разработка программного обеспечения — адаптация принципов «бережливого производства» для разработки программного обеспечения.
Бережливое правительство, бережливый город — серия разнообразных концепций по применению принципов бережливого производства в государственном и муниципальном управлении, городском хозяйстве.
Бережливое управление проектами — применение отдельных концепций бережливого производства при управлении проектами.